# Distretto di Paro
Paro è uno dei 20 distretti (dzongkhag) che costituiscono il Bhutan. Il distretto appartiene al dzongdey occidentale.

## Municipalità
Il distretto consta di 10 gewog (raggruppamenti di villaggi):
- gewog di Doga
- gewog di Dopshari
- gewog di Doteng
- gewog di Hungrel
- gewog di Lamgong
- gewog di Lungnyi
- gewog di Naja
- gewog di Shapa
- gewog di Tsento
- gewog di Wangchang